# Matko (priimek)
Matko je priimek več znanih Slovencev: 
- Aljoša Matko (*2000), nogometaš
- Drago Matko (*1947), elektrotehnik, avtomatik, univ. profesor (UL)
- Irena Matko Lukan, urednica otroškega leposlovja v Mladinski knjigi, revij Ciciban, Cicido, Za starše in knjižne zbirke za otroke Čebelica
- Ivan Matko (1885—1945), zdravnik internist
- Ivan Matko (1910—1997), duhovnik salezijanec, kulturnik, narodni buditelj Slovencev na avstrijskem Koroškem
- Ivan Matko (1919—1997), zdravnik gastroenterolog, prof. MF
- Matevž Matko (*2001), nogometaš
- Matjaž Matko (*1958), ustvarjalec na področju kulture, zbiratelj in interpretator kulturne dediščine
- Milan Matko, fotograf (= veterinar za male živali?)
- Vojko Matko (*1959), elektrotehnik, prof. UM
- Zorka Skrabl Matko (*1948), arhivistka